# Siedlung Praunheim
Koordinaten: 50° 9′ N, 8° 37′ O
Die Siedlung Praunheim ist die älteste Siedlung des Neuen Frankfurt und liegt im Frankfurter Stadtteil Praunheim. Teile der Siedlung (vor allem im westlichen dritten Bauabschnitt sowie die Musterhäuser in der Straße „Am Hofgut“) sowie einzelne Gebäude (die Ebelfeldschule, die Christ-König-Kirche und der Bunker in der Eberstadtstraße) sind Kulturdenkmal.

## Geschichte
Die Siedlung Praunheim ist als Teil eines großangelegten Bauprojekts zur Beseitigung der aus dem Ersten Weltkrieg resultierenden Wohnungsnot entstanden. Aufgrund hoher Preise für Bauland war es in dieser Zeit so gut wie unmöglich, Wohnraum mit niedrigen Mieten zu schaffen.
Der Frankfurter Oberbürgermeister Ludwig Landmann berief im Jahre 1925 Ernst May als Stadtbaurat und Siedlungsdezernent, um diesem Problem in Frankfurt Herr zu werden. In diesem Jahr waren hier 30.000 Wohnungssuchende gemeldet, d. h. beinahe 6,5 % der Stadtbevölkerung (bei einer Gesamteinwohnerzahl von 467.520). Im Herbst 1925 wurde daher im Stadtparlament ein Zehnjahresprogramm für den Wohnungsbau unter dem Namen „Neues Frankfurt“ beschlossen, in dessen erster Hälfte bis 1930 12.000 Wohnungen errichtet wurden.
Die Siedlung Praunheim wurde zu dem Zweck errichtet, Familien im Rahmen des 1920 verabschiedeten Reichsheimstättengesetzes den Erwerb eines Einfamilienhauses zu günstigen Bedingungen zu ermöglichen. Dieses nach den politischen Vorstellungen des Bodenreformers Adolf Damaschke gestaltete Gesetz sah vor, dass der Eigentümer eines als Reichsheimstätte genutzten Eigenheims vor den Forderungen von Gläubigern und somit vor der Zwangsversteigerung geschützt war, indem er mit dem Herausgeber der Heimstätte (im Fall der Siedlung Praunheim der Stadt Frankfurt) einen bindenden Heimstättenvertrag abschloss, der der Stadt ein Vorkaufsrecht vor Nichtverwandten einräumte, Hypothekenbelastung nur zweckgebunden zur Instandhaltung der Heimstätte ermöglichte sowie eine Preiskontrolle durch den Heimstättenherausgeber vorsah. Hierdurch sollte die dauerhafte Zweckerhaltung als sozial gebundener Wohnort gewährleistet und die spekulative Verwertung durch den Eigentümer verhindert werden. Das Vorliegen eines Heimstättenvertrags wurde als sog. „Heimstättenvermerk“ ins Grundbuch eingetragen. Die Siedlung Praunheim war bis zur Aufhebung des Reichsheimstättengesetzes im Jahre 1993 die größte Reichsheimstättensiedlung überhaupt.
Fester Bestandteil des Praunheimer Reichsheimstättenvertrags war auch, dass die Siedler einen Siedlerverein zu gründen hatten, durch den sie ihre internen Angelegenheiten regeln sowie ihre Interessen nach außen vertreten konnten.
Zur Finanzierung des Reichsheimstättenprogramms wurde in Deutschland unter Hausbesitzern die Hauszinssteuer eingeführt. Mit dieser Steuer sollten die Gewinne abgeschöpft werden, die Immobilienbesitzer während der Inflation von 1922/23 erlangt hatten, weil die Schulden auf den Immobilien entwertet wurden, die Häuser selbst aber ihren Wert behalten hatten. Aus dieser Hauszinssteuer wurden pro neu errichteter Wohnung eine Hypothek von 6000 Goldmark zu einem Zinssatz von 1 bis 3 % ausgeschüttet. Weitere Finanzierungsinstrumente waren Zuschüsse aus dem Stadtetat sowie Darlehen der städtischen Sparkasse zu 8 % Verzinsung.
Um die Baukosten niedrig zu halten, konnte wegen der hohen Bodenpreise kein als Bauland ausgewiesener Grund für die Realisierung der Siedlung herangezogen werden. Stattdessen wurden landwirtschaftlich genutzte Flächen am Stadtrand gewählt und durch Anwendung der Preußischen Behebungsverordnung von 1920 insgesamt 32 Hektar Land für das „Niddatal-Projekt“ (die Siedlungen in Praunheim und der Römerstadt) per Enteignung in Kommunalbesitz überführt, denn einige Landbesitzer weigerten sich, ihr Land zu verkaufen oder forderten überhöhte Preise. Statt eines geforderten Quadratmeterpreises von bis zu 15 Mark, musste die Stadt per Gerichtsbeschluss somit nur 3,50 Mark pro m² bezahlen.
Gewählt wurde das Gebiet im Vorfeld des zum Niddatal abfallenden Berg Ebel (auf dem Berg selbst steht heute die Heinrich-Lübke-Siedlung) zwischen der Mainzer Straße (heute Heerstraße) und der Hainstraße (heute Sandplackenstraße). Die einzige Bebauung in diesem Gebiet waren das Hofgut der Waisenhausstiftung sowie einige wenige Häuser und ein Bauernhof. Um das Baugelände herum befanden sich insgesamt fünf Ziegeleien.
Zunächst wurden gegenüber der Ostmauer des Hofgutes in der Straße Am Hofgut zehn Versuchshäuser in Plattenbauweise errichtet. Anschließend wurde die gesamte Siedlung in drei Bauabschnitten von Mai 1926 bis Dezember 1929 erbaut:

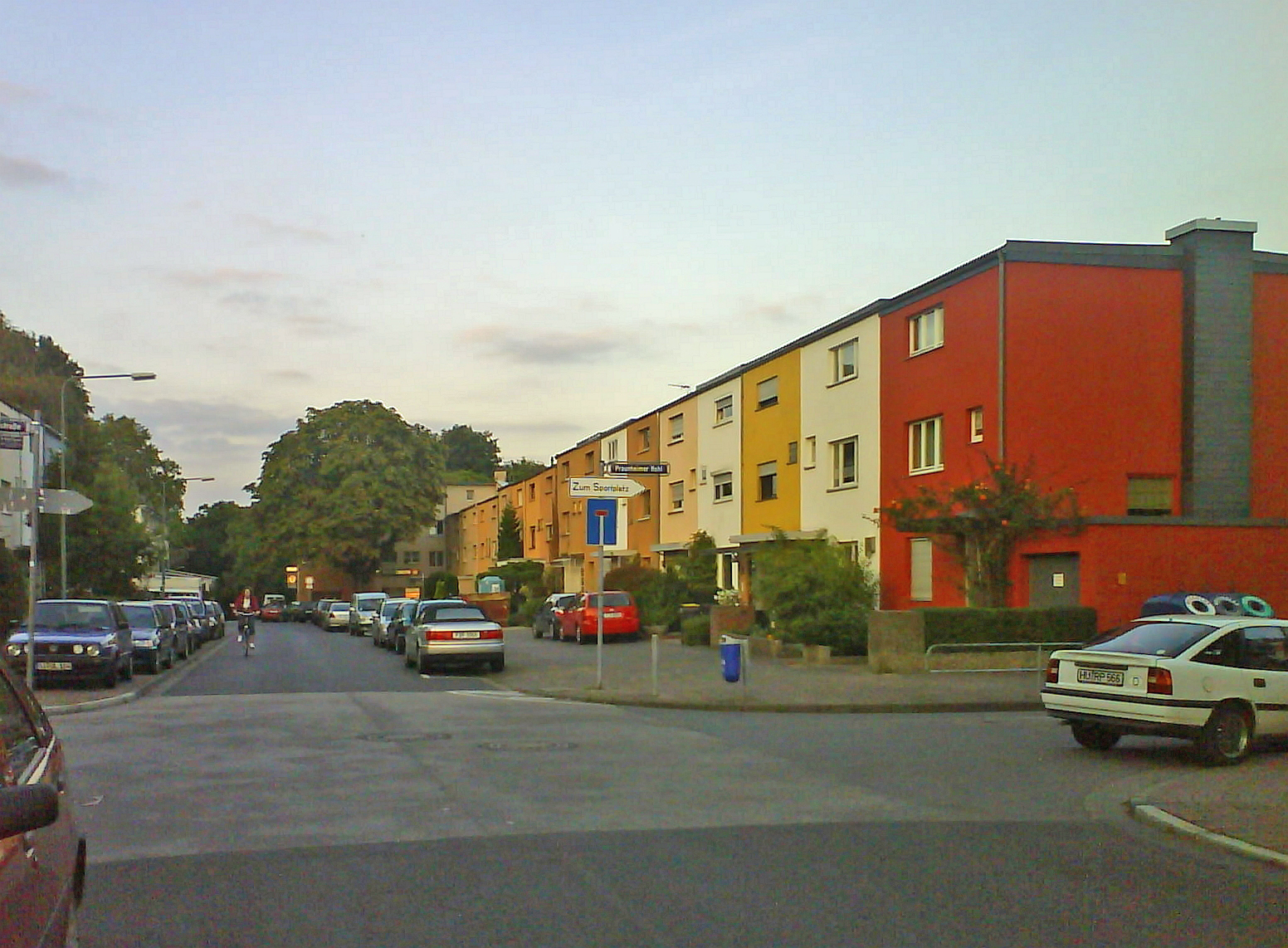
Blick auf die Grenze zwischen 1. und 2. Bauabschnitt: Straßenkreuzung Am Ebelfeld/Eberstadtstraße/Praunheimer Hohl

1. Bauabschnitt, Mai–Dez. 1926, 173 Wohnungen
2. Bauabschnitt, Juli 1927-März 1928, 565 Wohnungen
3. Bauabschnitt, Aug. 1928-Dez. 1929, 703 Wohnungen

Nicht gebaut wurde ein parallel zum Damaschkeanger im heutigen Kleingartengebiet vorgesehener südlicher Häuserblock sowie zwei Blöcke an der Sandplackenstraße und einige Gebäude an der Heerstraße. Ebenfalls nicht gebaut wurde das vorgesehene Volkshaus im Damaschkeanger. In der Mitte des Geländes des dritten Bauabschnittes zwischen Camillo-Sitte-Weg und Heinrich-Tessenow-Weg wurde eine quadratische Fläche für einen Kindergarten freigehalten, der ebenfalls nie gebaut wurde. Die Fläche dient heute als Spielplatz.
Zusätzlich zu den Eigentumshäusern entstanden vereinzelte Mietwohnungen, die bis 1931 direkt vom Hochbauamt vermietet wurden, aber später an die städtische Aktienbaugesellschaft veräußert wurden. Es handelte sich dabei um die zehn Versuchshäuser in der Straße Am Hofgut, die Ganghäuser entlang der Ludwig-Landmann-Straße, den sog. „Brennerblock“ (benannt nach seinem Architekten Anton Brenner) am Ebelfeld und 50 Einfamilienreihenhäuser zwischen Heerstraße und Muthesius-Weg. Weiterer Bedarf nach Mietwohnungen wurde durch die in den Jahren 1929–31 gebaute Siedlung Westhausen gedeckt.
In der Olbrichstraße wurde eine Zentralwäscherei eingerichtet, deren Benutzung für die Bewohner des 2. Bauabschnitts verpflichtend war. An der Straßenecke Am Ebelfeld/Damaschkeanger entstand ein Gebäude für eine Gaststätte, in Eckhäusern wurde Platz für Ladengeschäfte geschaffen und zwischen Heerstraße und Damaschkeanger wurde im Gebiet des 1. Bauabschnitts eine Siedlungsgärtnerei geschaffen. Schließlich wurde eine zentrale Rundfunkanlage für den Siedlungsfunk eingerichtet.
Im Jahre 1930 folgte am Rand der Siedlung der Bau einer Grundschule, die zunächst Hindenburgschule, später Ebelfeldschule hieß.
Zur Herstellung wurde in der Praunheimer Siedlung auch erstmals das Frankfurter Montageverfahren erprobt. Hierbei handelte es sich um ein Forschungsprogramm, bei dem die Vorteile der Plattenbauweise (Serienherstellung, Verringerung der Wandstärken, Witterungsunabhängigkeit) getestet werden sollten. Die Platten bestanden aus 62,5 % Bimskies, 25 % Bimssand und 12,5 % Portlandzement und wurden in Formen aus hölzernen Bohlen gegossen. Hergestellt wurden sie zunächst im Haus der Technik auf dem Messegelände, später in einer Plattenfabrik auf dem Gelände des Osthafens.
Die Auswahl der Bewerber um eine Reichsheimstätte traf die Stadt Frankfurt. Bevorzugt wurden hierbei folgende Personengruppen:
- Kriegsteilnehmer
- Witwen von Gefallenen
- kinderreiche Familien
- Frankfurter, die der Stadt eine brauchbare Altbauwohnung überließen
- bereits seit einem Jahr als wohnungssuchend Gemeldete

Die erste Statistik gibt folgende Zusammensetzung der Erstsiedler an:
- 33 % städtische und staatliche Beamte
- 26 % Arbeiter
- 24 % Kaufmännische Angestellte
- 17 % Technische und Bankbeamte, freie Berufe, Lehrer

Der Kaufpreis eines Eigenheims lag je nach Bautyp zwischen 14.000 und 22.000 RM. Außer einer Grundeinlage von 500 RM war kein weiteres Eigenkapital erforderlich. Zur Tilgung der Darlehen und Zinsen aus der Hauszinssteuerhypothek und der städtischen Darlehen mussten monatlich zwischen 57 RM und 95 RM (bei einem durchschnittlichen Arbeitermonatsverdienst von 240 RM im Jahr 1925) während einer Laufzeit von 33 bis 46 Jahren aufgewendet werden.
Im Jahre 1936 entstand die Idee, zwischen Damaschkeanger und Heerstraße gegenüber der Siedlungsgärtnerei Garagen zu bauen. 1938 erreichte der Siedlerverein von der Stadt eine finanzielle Beihilfe zur Holzüberdachung der 153 offenen Dachgärten im 1. Bauabschnitt. 1939 wurde der Bau eines Siedlervereinshauses in der Pützerstraße beschlossen, jedoch wegen Kriegsbeginns nie realisiert. Stattdessen kam es ab 1941 zu Umbauten zum Schutz vor Fliegerangriffen. So wurden in den Kellern Mauerdurchbrüche für Fluchtwege vorgenommen und Splittergräben errichtet. In der Eberstadtstraße entstand ein großer Luftschutzbunker.
1941/42 entstand auf der Nordseite der Heerstraße ein Werk des Messinstrumenteherstellers Hartmann & Braun, das bis zu 1000 Arbeiter beschäftigte.
Im Juni 1945 wurden ein Großteil der Siedlungshäuser auf der Heerstraße sowie das gegenüberliegende Werk Hartmann & Braun von einem amerikanischen Fallschirmjägerbataillon beschlagnahmt und mit Stacheldraht abgesperrt. Erst 1948 wurden diese Häuser an die ursprünglichen Eigentümer zurückgegeben. Im Jahre 1947 wurden die vor den Häusern eingerichteten Splittergräben gesprengt.
Nachdem in den ersten Nachkriegsjahren jeder Quadratzentimeter Wohnraum zur Unterbringung von Flüchtlingen und Ausgebombten genutzt wurde, hielt in den 1950er Jahren allmählich neuer Wohlstand in der Siedlung Einzug und führte zu zahlreichen An- und Umbaumaßnahmen, die nicht immer in Einklang mit dem Einheitlichkeitsanspruch der Siedlung im Heimstättenvertrag standen.
Ab 1988 wurde es möglich, die Löschung des Reichsheimstättenvermerks im Grundbuch auf Antrag zu erwirken. Durch die vollständige Aufhebung des Reichsheimstättengesetzes im Jahre 1993 verschwanden sämtliche Verpflichtungen der Hausbesitzer gegenüber der Stadt und überführten die Siedlung Praunheim in den Zustand einer herkömmlichen Reihenhaussiedlung.

## Gestalt und Ausstattung der Siedlungshäuser

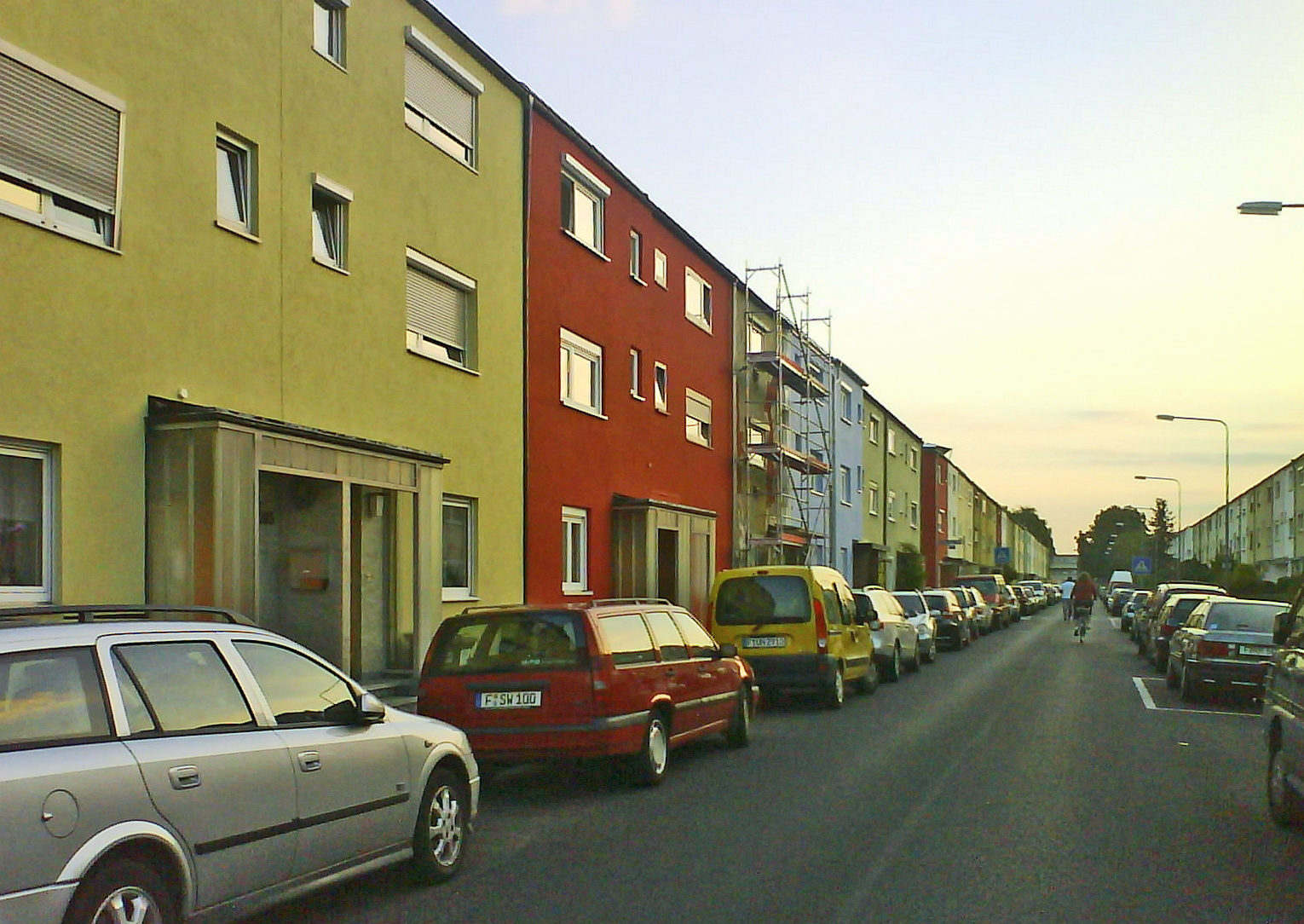
Blick entlang der Straße "Am Ebelfeld" in Richtung Ludwig-Landmann-Straße

Bei den Häusern der Praunheimer Siedlung lassen sich mehr als 15 unterschiedliche Haustypen
ausmachen, die sich aus einer Kombination folgender Ausstattungsmerkmale ergeben:
- Links-/Rechtshaus
- Hausbreite 4,26 m/6,00 m
- getrenntes Treppenhaus/Durchgangszimmer
- mit/ohne Dachgeschoss
- mit/ohne Einliegerwohnung
- mit/ohne Dachterrasse
- Küche vorne/hinten
- Gas-/Elektroherd
- Bad und WC im EG/1. Stock
- voll-/halbunterkellert
- mit/ohne Vorgarten
- Ziegelbauweise/Plattenbauweise

Nicht jedes Haus erhielt einen eigenen Anschluss für Zu- und Abwasser, Gas und Strom, sondern es wurden immer mehrere Häuser zusammengefasst. Die Regeln zum Umgang mit diesen gemeinschaftlich genutzten Rohrsystemen im Falle von Reparaturen wurden im Heimstättenvertrag besonders geregelt und bleiben auch nach Aufhebung des Reichsheimstättengesetzes bestehen.
Die Wohnungen wurden allesamt mit der Frankfurter Küche der Architektin Margarete Schütte-Lihotzky ausgestattet, die den Schwerpunkt der Küchenergonomie weg von der Wohnküche hin zum „Küchenlaboratorium“ im Stil der modernen Einbauküche verlagerte. Die Küche wurde durch eine Schiebetür vom Wohn- und Esszimmer im Erdgeschoss abgetrennt. Des Weiteren befand sich in jeder Wohnung ein Bad (im 3. Bauabschnitt nur mit Sitzbadewanne). Außer im westlichen 2. Bauabschnitt (wo es eine Zentralwäscherei gab) wurde außerdem eine Waschküche mit kohlebeheiztem Kupferkessel eingerichtet.
Die Warmwasserbereitung erfolgte durch Kohlebadeöfen sowie vereinzelt im 3. Bauabschnitt durch Gasbadeöfen und Elektrospeicher. Beheizt wurden die Wohnungen durch Kohleöfen, die in zwei Modellen eingebaut wurden: Frankfurter Siedlungsofen (Bockenheimer Ofen), hergestellt von der Bockenheimer Eisengießerei, oder der Kramer-Ofen, entworfen von Ferdinand Kramer und hergestellt von der Berger Hütte. Nur vereinzelt fanden sich auch Zentralheizungsanlagen.
Ein grundlegendes Gestaltungsmerkmal der Praunheimer Siedlung war auch die Vorgabe einer einheitlichen Farbgestaltung der Außenfassaden im Heimstättenvertrag. Das älteste Farbkonzept stammte von Hans Leistikow, dem Leiter des Graphischen Büros der Stadtverwaltung und sah weiße Fassaden für fernwirkende Fassaden sowie rote und blaue Fassaden für die Wirkung auf die Straßen und Plätze innerhalb der Siedlung vor. Nach 1945 hielten sich jedoch immer wenige Siedler an die Verpflichtung zur Wahrung des einheitlichen Erscheinungsbildes der Siedlung und nahmen eigenmächtig Veränderungen in der Farbgebung sowie diverse An- und Umbauaktivitäten vor. Durch den Siedlerverein wurden zwischen 1960 und 1981 drei verschiedene Farbkonzepte erarbeitet, die jedoch allesamt nicht flächendeckend durchgesetzt werden konnten. Mit der Aufhebung des Reichsheimstättengesetzes im Jahr 1993 schwand dann schließlich die letzte Handhabe, die Hausbesitzer auf Einheitlichkeit zu verpflichten, so dass die heutigen Fassaden im Gegenteil zur ursprünglichen Idee durch einen hohen Grad an Individualismus gekennzeichnet sind.
Auch die Hausgärten sollte durch eine einheitliche Bepflanzung ein ruhiges Gesamtbild erhalten. Die gartengestalterische Federführung übernahmen die Gartenarchitekten Max Bromme und Leberecht Migge. Im 3. Bauabschnitt waren beispielsweise je 2 Johannisbeer-, 7 Himbeer- und 2 Brombeersträucher sowie 2 Obsthochstämme vorgesehen. Im 1. Bauabschnitt wurden abwechselnd versetzt je ein Apfel- und ein Zwetschgenbaum gesetzt. Die gärtnerische Gestaltung der Hausgärten oblag der Abteilung Garten- und Friedhofswesen des städtischen Siedlungsamtes. Im Gartenplan waren detailliert die Standorte für Rasenflächen, Gemüsebeete und Rankgerüste festgelegt. Dem Siedler wurde lediglich eigene Freiheit bei der Wahl der anzubauenden Gemüsesorten gelassen.

## Straßen
Die Siedlung Praunheim umfasst folgende Straßen:

### 1. Bauabschnitt (Mai–Dez. 1926) und 2. Bauabschnitt Ost (Juli 1927–März 1928)
| Heutiger Name (Namensgeber)      | Anlage       | Urspr. Name/Flurname                      |
| -------------------------------- | ------------ | ----------------------------------------- |
| Am Hofgut (Hofgut)               | 1926         | Am Hofgut                                 |
| Damaschkeanger (Adolf Damaschke) | 1926–28      | Die Beune                                 |
| Heerstraße                       | ..., 1926–29 | Mainzer Straße, histor. Elisabethenstraße |
| Sandplackenstraße (Sandplacken)  |              | Hainstraße                                |

### 2. Bauabschnitt West (Juli 1927–März 1928)
| Heutiger Name (Namensgeber)          | Anlage       | Urspr. Name/Flurname                          |                                |
| ------------------------------------ | ------------ | --------------------------------------------- | ------------------------------ |
| Heerstraße                           | ..., 1926–29 | Mainzer Straße, historische Elisabethenstraße |                                |
| Eberstadtstraße (Rudolf Eberstadt)   | 1926–28      |                                               |                                |
| Praunheimer Hohl                     |              | Unterm Höchster Pfad                          |                                |
| Olbrichstraße (Joseph Maria Olbrich) | 1927–28      | Die Nussbaumäcker, In den langen Streichen    |                                |
| Pützerstraße (Friedrich Pützer)      | 1927–28      | Die Nussbaumäcker, In den langen Streichen    |                                |
| Am Ebelfeld                          | 1926–28      | Die Nussbaumäcker, In den langen Streichen    |                                |
| Ludwig-Gehm-Weg                      | 1927–28      | ohne Namen, Erstbenennung 2002                | ohne Namen, Erstbenennung 2002 |

### 3. Bauabschnitt (Aug. 1928–Dez. 1929)
| Heutiger Name (Namensgeber)       | Anlage  | Urspr. Name/Flurname        | Zeit des Nationalsozialismus           |
| --------------------------------- | ------- | --------------------------- | -------------------------------------- |
| Fritz-Schumacher-Weg              | 1928–29 | Die Hammeläcker             | keine Umbenennung                      |
| Theodor-Fischer-Weg               | 1928–29 | Die Hammeläcker             | keine Umbenennung                      |
| Heinrich-Tessenow-Weg             | 1928–29 | Die Hammeläcker             | keine Umbenennung                      |
| Camillo-Sitte-Weg                 | 1928–29 | Die Hammeläcker             | keine Umbenennung                      |
| Messelweg (Alfred Messel)         | 1928–29 | Die Hammeläcker             | Wallotweg (1942–1945) nach Paul Wallot |
| Muthesius-Weg (Hermann Muthesius) | 1928–29 | Die Hammeläcker             | keine Umbenennung                      |
| Ludwig-Landmann-Straße            | 1928–29 | Hindenburgstraße (bis 1947) | Hindenburgstraße (bis 1947)            |

## Grünflächen und Kleingartenanlagen

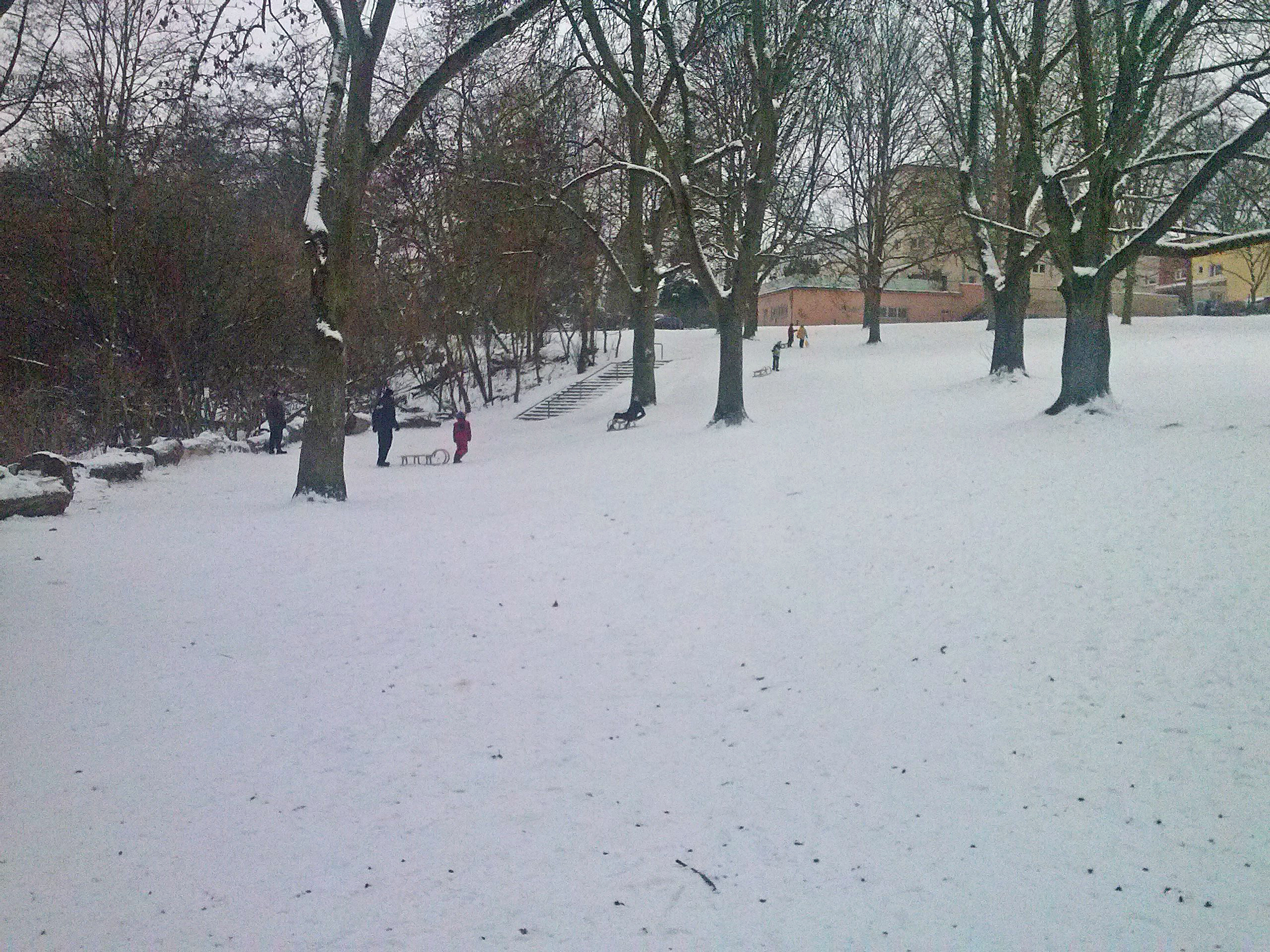
Adlerwiese in Frankfurt Praunheim, Rodelhang

Die wichtigste Grünfläche stellt die große Wiese hinter dem Restaurant „Zum Neuen Adler“ dar (Adlerwiese). Sie grenzt direkt an einen Altarm der Nidda und ist an den Rändern mit einigen Kastanienbäumen bepflanzt. Hier ist Winter einen Rodelhang zum Altarm der Nidda, umgangssprachlich Adlerwiese genannt.
Daneben existieren zahlreiche kleinere Grünflächen vor und zwischen den Häusern, die von der Stadt bepflanzt und gepflegt werden. Im Damaschkeanger wurde beispielsweise 1927 eine Baumreihe aus Pappeln angelegt, die 1953 nach der Sprengung der Splittergräben durch eine Neubepflanzung aus Birken und Ahorn in Gruppenbepflanzung ersetzt wurden.
Zwischen den Häusern des Damaschkeanger und dem Niddaufer sowie südlich der im 3. Bauabschnitt gelegenen Straße am Ebelfeld wurden dem Siedlerverein von der Stadt zwischen 1948 und 1951 Grabelandflächen verpachtet, die er bis heute seinen Mitgliedern als Kleingärten weiterverpachten darf. Lediglich im Jahre 1978 musste wegen des Baus der Heinrich-Lübke-Siedlung ein Teil des Geländes zurückgegeben werden. Heute umfasst die Fläche der Kleingärten 16.282 m², die in 97 Parzellen von Größen zwischen 122 und 237 m² aufgeteilt sind.

## Verkehr
Erreicht werden konnte das Gebiet 1927 nur über die Straßen von Ginnheim und Hausen. Heute kann die Siedlung Praunheim mit dem Auto vom Westen her über die Heerstraße erreicht werden, die nach Rödelheim führt. Vom Süden stößt die Ludwig-Landmann-Straße aus Westhausen kommend auf die Heerstraße. Dort ist auch ein Anschluss an die A66 vorhanden. Im Osten führt die Heerstraße durch Alt-Praunheim nach Heddernheim und in die Nordweststadt.

### Die U-Bahn-Linie 7 und ihre Vorläufer
Die Linie 36 der Straßenbahn Frankfurt am Main fuhr seit 1913 (als Nachfolgerin des schon vor 1872 in Betrieb genommenen privat betriebenen Pferdeomnibus) vom Schönhof kommend bis zur Praunheimer Brücke. Zur Praunheimer Brücke führte aus der Siedlung jedoch anfangs nur ein schmaler Feldweg, der bei schlechtem Wetter nur mit Gummistiefeln begehbar war. Auch die nach Heddernheim führende Heerstraße war anfangs noch nicht befestigt. Ab 1928 wurde die von der Borsigallee bis Schönhof kommende Linie 18 bis Praunheim Brücke verlängert und die Linie 36 dafür zunächst zeitweise, ab 1948 sogar völlig eingestellt. 1957 wurde die Linie 18 bis Enkheim verlängert. Ab 1967 kam die Linie 6 über Haupt- und Konstablerwache hinzu, die zunächst bis Hugo-Junkers-Straße, ab 1970 bis Eckenheim und ab 1972 bis Ostbahnhof führte. Zwischen 1971 und 1976 wurde die Linie 18 durch eine Linie 13 zwischen Praunheim Brücke und Berkersheim ersetzt, diese jedoch bis 1976 wieder auf die Linie 18 umgestellt. 1978 wurde die Linie 6 durch die Linie 21 nach Schwanheim ersetzt. Ab 1984 fuhr die Linie 21 dann nicht mehr bis Praunheim Brücke, sondern nur noch bis Schönhof. Im Jahre 1986 wurde die Straßenbahnstrecke 18 zwischen Praunheimer Brücke und Hausen zurückgebaut und verkehrte seit 1987 ab Hausen als U-Bahn-Linie U7 zunächst bis Zoo. Im Jahre 1992 wurde die Linie dann bis Enkheim verlängert.

### Die U-Bahn-Linie 6 und ihre Vorläufer
Vom Sportplatz (heute Industriehof) verkehrte zunächst ab 1928 eine Buslinie (Linie W) über die Hindenburgallee (Ludwig-Landmann-Straße) bis zur Heerstraße, und ab 1932 wurden nach Eingaben der Bürger von Westhausen und Praunheim die Bahngleise bis Heerstraße gelegt – zunächst nur eingleisig, ab 1980 schließlich zweigleisig. Hier fuhren ab 1933 die beiden Straßenbahnlinien 2 (über Haupt- und Konstablerwache bis Seckbach) und 19 (über Haupt- und Lokalbahnhof bis Bornheim). Die Linie 19 fuhr ab 1942 jedoch nur noch ab Schönhof. Dafür kam zwischen 1950 und 1954 die Linie 11/21 (bis Hauptbahnhof) hinzu. Eine neue Linie 19 wurde zwischen 1955 und 1960 von der Heerstraße bis Offenbach-Stadtgrenze geführt, danach aber wieder durch eine Linie 21 nach Schwanheim ersetzt. 1971 wurde der Streckenteil von Bornheim nach Seckbach der Linie 2 durch Omnibusverkehr ersetzt und die Linie 2 erhielt die Nummer 19. Im Jahre 1974 fuhr kurzzeitig statt der Linie 21 eine Linie 23 ins Gutleutviertel. Ab 1978 fuhr von der Heerstraße die Linie 22 über Hauptwache nach Neu-Isenburg. Ab 1984 fuhr die 22 dann nur noch bis Hauptwache. Ab dem Jahre 1987 wurde die Straßenbahnlinie 22 dann als U-Bahn-Linie 6 bis Zoo weitergeführt und ab 2000 bis Ostbahnhof verlängert. Die ehemalige Haltestelle Ebelfeld wurde im Jahre 2004 stillgelegt.

### Die Buslinien
Eine weitere Buslinie (Linie K, ab 1940 Linie 60) verkehrte ab 1928 von Heddernheim zum Hofgut bzw. ab 1932 nach Praunheim Brücke und bildete den Vorläufer der späteren, ab 1965 vom Nordwestzentrum kommenden Buslinie 67. Im Jahre 1965 wurde außerdem eine neue Buslinie 60 von Heddernheim zur Heerstraße, ab 1972 bis zur Siedlung Westhausen und ab 1974 bis nach Rödelheim Bahnhof geleitet. Im Jahre 1986 wurde die Strecke der Linie 67 im Zuge der zurückgebauten Straßenbahnlinie 18 bis Hausen verlängert. Im Jahre 2007 wurde die Linie 67 in die Linien 72 und 73 aufgesplittet und verlängert. Hierbei fährt die Linie 72 vom Nordwestzentrum über den Gerhart-Hauptmann-Ring sowie Praunheim Brücke weiter zum Industriehof anschließend zum Rödelheim Bahnhof. Die Linie 73 nimmt denselben Weg, biegt jedoch am Industriehof in Richtung Westbahnhof ab.

## Siedlungsfunk
Im Jahre 1927 wurde auch der Siedlungsfunk eingerichtet, d. h. im 1. Stockwerk des Gaststättengebäudes Neuer Adler wurde eine zentrale Verteilerstation für den Rundfunk der Frankfurter Schneider-Opel AG platziert, von der aus Bleikabel in die Keller aller Wohnungen der Siedlung führten. Nach Entrichtung eines monatlichen Beitrages von 1,25 RM wurden alle Teilnehmer mit Radioprogramm versorgt. Während des Zweiten Weltkrieges wurden Luftangriffe durch die Codenachricht „die Spitze der dicken Autos befinden sich im Sektor ...“ angekündigt.

## Wirtschaft

### Einzelhandel
Die Siedlung Praunheim verfügte von Anfang an über ein reiches Angebot an Ladengeschäften. Im langen Block an der Ostseite der Ludwig-Landmann-Straße waren zehn Ladenräume eingeplant, in die anfangs neben diversen Lebensmittelgeschäften ein Café, eine Drogerie, ein Milchgeschäft, eine Papierwarenhandlung, ein Modehaus und ein Friseur einzogen. Daneben gab es an den Eckhäusern im Damaschkeanger und am Ebelfeld vier weitere Ladenlokale, die von der Stadt vermietet wurden. Auch einige Siedler eröffneten im Erdgeschoss ihres eigenen Hauses Werkstätten oder Läden. Neben den festen Ladengeschäften wurde die Versorgung der Bewohner auch durch fliegende Händler aus den benachbarten Ortschaften sichergestellt.
Nach dem Zweiten Weltkrieg verschwanden diese kleinen Geschäfte jedoch durch das allmähliche Auftreten von Supermärkten und schließlich durch den Bau des Nordwestzentrums. Im Jahre 1980 wurde ein weiteres „Kleines Einkaufszentrum“ an der Ludwig-Landmann-Straße zusammen mit der Heinrich-Lübke-Siedlung eröffnet. In den 1990er Jahren folgt eine Supermarktfiliale auf der Heerstraße.

### Gastronomie
Neben dem Café in der Ludwig-Landmann-Straße existierte seit 1929 im Haus Am Ebelfeld 133 die Gaststätte Zum Neuen Adler. In Zeiten der Wirtschaftskrise und Arbeitslosigkeit, öffnete zwischen 1930 und 1933 im Eckhaus Muthesiusstraße/Hindenburgstraße eine Wohlfahrtsküche, die Suppe und Milch ausschenkte. Der Neue Adler diente neben seiner Funktion als Gaststätte häufig als Versammlungsort anstelle des nicht erbauten Volkshauses.

### Siedlungswäscherei
Die 1929 in der Olbrichstraße 41–47 eingerichtete Siedlungswäscherei hatte zeitlebens wirtschaftliche Schwierigkeiten, obwohl die Stadt Frankfurt Wasser und Strom kostenlos zur Verfügung stellte. Der hohe Kohlepreis und die finanziellen Sorgen der Siedler, die ihre Hypotheken abzahlen mussten und es daher vorzogen zu Hause zu waschen, waren der Grund hierfür. Erst nach 1945, als Strom und Kohle rationiert waren und die Wohnungen der Siedlung mit Flüchtlingen überbelegt waren, kehrte hier reger Betrieb ein, der jedoch nur solange dauerte, bis elektrische Waschmaschinen Einzug hielten. 1978 wurde schließlich die Siedlungswäscherei geschlossen und zunächst von einer Reinigungsfirma sowie von 1992 bis 1996 von einer chemischen Reinigung übernommen. Danach standen die Räume leer, bis das Gebäude schließlich abgerissen wurde.

### Siedlungsgärtnerei
Ähnlich erging es der Siedlungsgärtnerei. Statt Blumen und Gemüse zu kaufen, zogen es die Siedler vor, diese in ihren eigenen Gärten zu ziehen, obwohl der Siedlerverein massiv Reklame für die Nutzung dieser Einrichtung machte. Die Nachfolger stellten daher den Betrieb auf Friedhofsgärtnerei um.

### Ärzte
In der Planung der Siedlung war seit 1927 das Eckhaus Damaschkeanger 147 als Ärztehaus vorgesehen. Anfänglich befand sich hier eine Arztpraxis, ab 1933 kamen zwei weitere Ärzte hinzu. Der Hausarzt (Allgemeinmediziner) in der Siedlung befindet sich heute auf der Heerstraße. Ebenfalls in den 30er Jahren ließen sich drei Zahnärzte in der Siedlung nieder. Auch die Kirchengemeinden unterhielten ambulante Krankenstationen/Schwesternstationen. Das Nordwestkrankenhaus wurde 1963 eingeweiht.

### Post
Die erste Poststelle wurde im Jahre 1929 in einem Privathaus Am Ebelfeld 226 eingerichtet. Erst später wurde das Postamt 902 in der Ludwig-Landmann-Straße eingerichtet. 1978 zog dieses dann in das Kleine Einkaufszentrum, das mit der Heinrich-Lübke-Siedlung errichtet wurde. Dieses wurde dann im Jahre 1993 geschlossen.

### Kindergarten und Schule
Da der im 3. Bauabschnitt geplante Kindergarten nicht realisiert wurde, waren viele Eltern darauf angewiesen, ihre Kinder nach Alt-Praunheim zu schicken. Der dortige Kindergarten lag neben der Praunheimer Kirche. In der Praunheimer Siedlung wurde daher ein Sammelpunkt für Kindergartenkinder eingerichtet. Im Hause Damaschkeanger 72 gab es einen kleinen privaten Kindergarten.
An der Stelle des heutigen Kindergartens der Wicherngemeinde (Ecke Pützerstraße/Am Ebelfeld) stand 1928 zunächst eine Baubude aus Holz. Zwischen 1937 und 1939 diente diese als HJ-Heim, zwischen 1939 und 1945 als NSV-Kindergarten. Nach dem Krieg ging dieser Kindergarten in die Trägerschaft der Arbeiterwohlfahrt über, bis im Jahre 1971 die Wicherngemeinde hier ihren Kindergarten eröffnete. Der katholische Kindergarten wurde bereits 1964 auf dem Gelände der Christ-König-Gemeinde eröffnet. Eine Kindertagesstätte kam in den 70er Jahren im Praunheimer Hohl hinzu.
Bereits im Jahre 1927 beschloss der Magistrat Frankfurt in der Siedlung Praunheim eine eigene Schule zu bauen, deren Planung jedoch aufgrund finanzieller Schwierigkeiten erst 1929 begonnen werden konnte. Fertiggestellt wurde die Schule am 29. August 1930 als eine der ersten im Pavillonstil errichteten Schule mit Flachdächern. Die Architekten der Schule waren Eugen Kaufmann und sein Mitarbeiter Pullmann. Zunächst wurden drei Pavillons mit 12 Klassenräumen mit dazwischenliegenden Grünflächen sowie einem Schulhof mit Wäldchen. Später wurden zwei weitere Pavillons ergänzt. Nicht errichtet werden die Flügel des Ostpavillons und eine Turnhalle. Der erste Name der Schule lautete Hindenburgschule. Ab 1947 wurde sie in Praunheimer Schule und ab 1955 Ebelfeldschule genannt. Ursprünglich war sie eine Volksschule, später eine Grund- und Hauptschule sowie schließlich eine reine Grundschule.
Die pädagogische Ausrichtung der Schule war zunächst der Reformpädagogik und dem Arbeitsschulgedanken verpflichtet. Ab 1930 galt für sie der Frankfurter Lehrplan.
Durch den Zweiten Weltkrieg wurden die Gebäude der Schule stark beschädigt, so dass ein uneingeschränkter Schulbetrieb erst ab den 50er Jahren wieder möglich wurde. 1969 wurde eine Gymnastikhalle errichtet sowie der Hauptschulzweig der Schule stillgelegt. Die Einrichtung einer Förderstufe wurde abgelehnt. Zwischen 1989 und 2000 hatte die Schule außerdem eine separate Vorschulklasse.

## Kirchengemeinden
Die Siedlung Praunheim verfügt über zwei Kirchengemeinden: die katholische Christ-König-Gemeinde im Damaschkeanger und die evangelische Wicherngemeinde in der Pützerstraße.
Die katholische Gemeinde Praunheims bildete sich 1909 neu, nachdem 1545 die Praunheimer Gemeinde reformiert wurde. Der Gottesdienst dieser kleinen Anfangsgemeinde fand in gemieteten Räumen der Villa des amerikanischen Konsuls Graebe an der Praunheimer Brücke statt. Mit dem Bau der Praunheimer Siedlung wurde jedoch dieser Gebetsraum zu eng, so dass ein Grundstück im Schönbergerweg erworben wurde. Als das ursprünglich geplante Volkshaus im Damaschkeanger nicht realisiert wurde, bot die Stadt Frankfurt der Gemeinde einen Grundstückstausch an. So wurde am 21. Dezember 1930 eine aus Spendengeldern finanzierte Notkirche errichtet. 1935 kam das Pfarrhaus hinzu sowie 1938 das Pfarrheim. Erst im Jahre 1951 wird die Pfarrvikarie jedoch zur eigenständigen Gemeinde erhoben. Im Jahre 1960 erwarb die Gemeinde ein Gartengrundstück des ehemaligen Hofguts sowie 1962 ein Reihenhaus, das ab 1963 als Krankenpflegestation genutzt wurde. Im Oktober 1964 eröffnete schließlich der Kindergarten.
Jünger ist die evangelische Gemeinde in der Pützerstraße, deren heutige Unterkunft aus einem 1956 erbauten, zunächst nur als externen Gemeindezentrum der Auferstehungskirche gedachten Kirchsaal zurückgeht. Anbauten erfolgten 1958 (Konfirmandenraum) und 1962 (Pfarrhaus). Im Jahre 1963 wurde die Wicherngemeinde schließlich eine eigenständige Gemeinde. Im Jahre 1965 wurde im Haus Olbrichstraße 99 die Schwesternstation der Gemeinde eingerichtet, die bis 1984 bestand. 1971 wurde der evangelische Kindergarten eröffnet. 1981/82 wurde zwischen Kirchsaal und Pfarrhaus ein Mittelbau errichtet.

## Siedlerverein
Der Heimstättenvertrag der Stadt Frankfurt sah vor, dass der Ausgeber der Heimstätten von deren Empfänger die Gründung einer Vereinigung verlangen konnte, die sich der Bewahrung des einheitlichen Charakters der Siedlung widmete sowie die gemeinsamen Interessen der Siedler wahrnahm und den Verkehr mit der Stadt Frankfurt als Stellvertreterin der Siedler pflegte.
Bereits am 9. Juli 1927 wurde der Siedlerverein von 90 Personen gegründet.
Im April 1933 trat der gesamte Vereinsvorstand geschlossen zurück und wählte ein NSDAP-Mitglied zum Vereinsführer. Im November 1933 erfolgte eine umfangreiche Satzungsänderung, die dem Vereinsführer umfangreiche Kompetenzen zusprach (z. B. die Einsetzung des Führerrings, der den Rest des Vorstandes ersetzte) sowie die Passagen zur politischen Neutralität des Vereins und die Förderung des Kleingartenwesens aus der Satzung strich. Der Vereinsführer forderte die Siedler unmissverständlich dazu auf, sich dem Vereinsleben anzuschließen, an Versammlungen und Aufmärschen teilzunehmen oder aus der Siedlung wegzuziehen, da man sich dann nicht als Siedler, sondern nur als Mietwohner verhalte. Bis zum Jahre 1939 gab es unter den Siedlern in Praunheim nur noch zwei Nichtmitglieder im Siedlerverein.
Nach dem Krieg wurde eine Neugründung des Siedlervereins zunächst von der amerikanischen Militärregierung abgelehnt. Erst im Oktober 1947 konnte eine Gründungsversammlung für einen als „Erwachsenenklub“ beantragten Verein stattfinden.
Neben einem großen Engagement zur Stundung der Hypotheken-Tilgung gehörte zu den Aufgaben des Siedlervereins nach dem Krieg der Versuch der Eindämmung allzu ausufernder Umbaumaßnahmen, die den einheitlichen Charakter der Siedlung gefährden würden. Weder eine einheitliche Gestaltungssatzung noch ein verbindlicher Farbkatalog für Außenanstriche kam jedoch zustande.
Mit der Aufhebung des Reichsheimstättengesetzes schwanden auch die Einflussmöglichkeiten des Siedlervereins auf das Tun der Hauseigentümer und sein Charakter veränderte sich grundlegend.
Zweck des Vereins ist heute die Unterstützung seiner Mitglieder bei Problemen im Wohnumfeld, die Vertretung gemeinsamer Anliegen gegenüber Behörden und anderen Institutionen, die Förderung des Gemeinsinns in der Siedlung und die Verpachtung und Betreuung der von der Stadt Frankfurt am Main gepachteten Kleingartenflächen.